# Stegidotea carinata
Stegidotea carinata är en kräftdjursart som beskrevs av Gary C.B. Poore 1991. Stegidotea carinata ingår i släktet Stegidotea och familjen Chaetiliidae. Inga underarter finns listade i Catalogue of Life.